# Georg Jakob Schneider

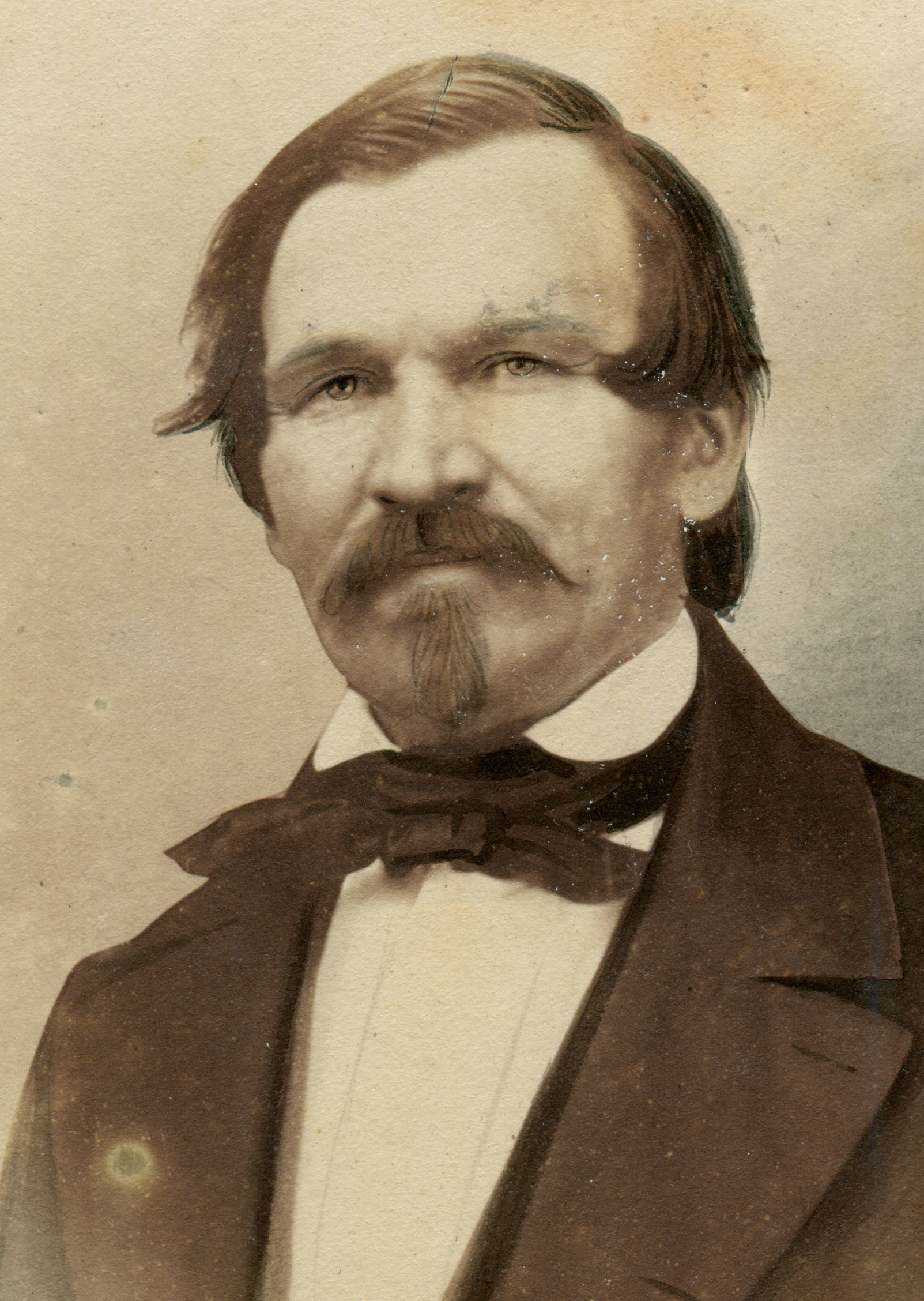
Georg Jakob Schneider (ca. 1860)

Georg Jakob Schneider (* 18. Juni 1809 in Eichstetten; † 18. Dezember 1883 in Badenweiler) war ein deutscher Architekt.

## Leben und Werk
Der Sohn eines Zimmermanns erlernte nach dem Besuch der Volksschule ebenfalls Zimmermann in Emmendingen. Nach Militärdienst von 1830 bis 1833 besuchte er das privat geführte „architektonische Zeicheninstitut“ von Christoph Arnold in Freiburg. Ab 1833 studierte er an der Polytechnischen Schule Karlsruhe bei Friedrich Eisenlohr Architektur. Dieser übertrug ihm nach Studiumabschluss die Bauleitung zum Neubau von Schloss Ortenberg. Danach wirkte Schneider als Gewerbehauptschullehrer in Freiburg und entwarf in dieser Zeit zahlreiche Pläne vor allem für Synagogen und repräsentative Bauten.
Schneider, der zahlreiche Pläne für Synagogen in der Ortenau entwarf, verwendete oft neugotische Formen, so beim Colombischlössle in Freiburg (1859–61), das in englisch-neugotischem Stil gehalten ist. Auch die Pläne für den Bau der Synagoge in Kippenheim (1850/51), stammen von Schneider. 1843 plante er eine Erweiterung der Synagoge in Schmieheim, 1853 einen Umbau der Synagoge in Rust. Auch die Synagoge in Müllheim (1851/52) wurde von Schneider geplant, ferner die Synagoge in Ihringen (1861–63/64), ebenso wie die Synagoge in Freiburg, die von 1869 bis 1870 erbaut wurde. Schneider lieferte auch Pläne für einen Umbau von Schloss Langenstein, die jedoch nicht ausgeführt wurden, sowie für einen Neubau des Schlosses Gondelsheim, beide im Eigentum des Grafen Carl Israel Vilhelm Graf Douglas. 
Schneider war mit Christine Meier aus Eichstetten verheiratet und hatte neun Kinder.

## Schriften
- Entwürfe theils ausgeführten Privat- und Gemeinde-Bauten, bestimmt für Gewerbeschulen und überhaupt für die Baugewerbe. Freiburg im Breisgau 1859